# カイドク〜都市伝説の暗号ミステリー〜
『カイドク〜都市伝説の暗号ミステリー〜』（カイドク〜としでんせつのあんごうミステリー〜）は、関西テレビが制作し、フジテレビ系列で2009年6月30日の22:00〜23:24（JST）に放送されたテレビドラマ。

## 概要
東京（江戸）の歴史に秘められた都市伝説が関わる連続バラバラ殺人事件の謎に、大学教授と女性刑事が挑むミステリー。視聴率8.5%。
第21回『ジュノン・スーパーボーイ・コンテスト』グランプリ受賞者の市川知宏とフリーアナウンサーの杉崎美香は本作が俳優デビューとなる。

## キャスト

### 東城大学
葛城伊織（かつらぎ いおり）：沢村一樹
東城大学教授。歴史図像学者。IQ250。
森園守（もりぞの まもる）：市川知宏
東城大学の優秀な学生で、葛城研究室の助手。
女子大生：杉本有美、高橋由真、崎山一葉
葛城の歴史図像学を受講する学生たち。単位を貰うためにインターネットからコピペしたレポートを提出。

### 警察関係
羽柴美鈴（はしば みすず）：国仲涼子
警視庁捜査一課警部補。29歳（来月30歳を迎える）。彼氏いない歴3年。かつては教師を志していた。
雨宮健明（あまみや たけあき）：池内博之
警視庁捜査一課刑事。美鈴の先輩。
日下部真一（くさかべ しんいち）：鶴見辰吾
警視庁理事官。藤崎の上司。葛城とは旧知の仲。
藤崎操（ふじさき みさお）：三浦理恵子
警視庁管理官。キャリア。
奈津子（なつこ）：杉崎美香
鑑識官。美鈴の友人。
刑事：加治将樹、関谷太樹

### 都知事の関係者
桐生大樹（きりゅう ひろき）：西村雅彦
東京都知事。55歳。2016年東京万博の招致を推進する。
嘉山邦弘（かやま くにひろ）：中丸新将
桐生の秘書。
森本純一郎（もりもと じゅんいちろう）：足立建夫
安藤孝市（あんどう こういち）：丹下一
佐々木俊宏（ささき としひろ）：加藤四朗
土肥和義（どひ かずよし）：中村直太郎
太田満（おおた みつる）：向井修
青木武（あおき たけし）：外谷勝由
東京万博招致の支援者で、かつては将門会（桐生の後援会）のメンバー。連続バラバラ殺人事件の犠牲者。
雨宮和彦（あまみや かずひこ）：戸田正宏
健明の父親で都市工学者。15年前に殺された。その原因は自らが所属していた将門会の不正を告発しようとしたためであった。

### その他
冴木龍一（さえき りゅういち）：鈴木一真
建築家。東京万博招致の反対運動を起こしており、自サイトの隠しページに連続バラバラ殺人事件の現場写真を掲載していた。狂信的な平将門マニア。
女性：広瀬杏美
ジョギング中に第5の事件の遺体を発見。

## スタッフ
- 製作：関西テレビ
- 監督・演出：白木啓一郎（関西テレビ）
- 脚本：谷口純一郎・伊藤崇（ツインエムカンパニー）
- 脚本協力：大久保ともみ、国井桂（マツ・カンパニー）
- プロデューサー：佐野拓水（関西テレビ）